# Lollar
Lollar es una ciudad situada en el distrito de Gießen, en el Estado federado de Hesse (Alemania). Tiene una población estimada en 2022, de 10 046 habitantes.
Abarca los suburbios de Odenhausen, Ruttershausen y Salzböden.
Está ubicada en el centro del Estado, muy cerca de la orilla del río Lahn, un afluente del Rin.